# Parc des Sept-Chutes
Parc des Sept-Chutes är en park i Kanada.   Den ligger i provinsen Québec, i den sydöstra delen av landet, 190 km nordost om huvudstaden Ottawa. Parc des Sept-Chutes ligger 452 meter över havet. Den ligger vid sjön Lac Guy.
Terrängen runt Parc des Sept-Chutes är platt åt nordväst, men åt sydost är den kuperad. Runt Parc des Sept-Chutes är det mycket glesbefolkat, med 2 invånare per kvadratkilometer.. 
I omgivningarna runt Parc des Sept-Chutes växer i huvudsak blandskog.